# Krystyna Kłosińska
Krystyna Kłosińska (* 20. Mai 1952 in Legnica) ist eine polnische Literaturhistorikerin und Literaturkritikerin. In ihren wissenschaftlichen Arbeiten beschäftigt sie sich hauptsächlich mit der polnischen Literatur des 19. und 20. Jahrhunderts, insbesondere mit den Werken Gabriela Zapolskas, sowie mit feministischen Fragestellungen der Literaturkritik.

## Leben
Von 1967 bis 1971 besuchte Kłosińska das Gymnasium in Tarnobrzeg. Nach dem Abitur 1971 studierte sie Polonistik an der Schlesischen Universität in Katowice, wo sie 1975 den Magister erwarb. Nach ihrem Studium wurde sie als Assistentin am Institut für Polnische Kultur und Literatur der Schlesischen Universität angestellt. 1975 debütierte sie als Literaturkritikerin mit dem Aufsatz Poetyka polskiej powieści dojrzałego realizmu (1876–1895), die in der Zeitschrift Ruch Literacki publiziert wurde. 1977 heiratete sie Krzysztof Kłosiński. 1985 promovierte sie mit der Arbeit Powieści o „wieku nerwowym“ an der Schlesischen Universität. 2000 habilitierte sie dort mit der Arbeit Ciało, pożądanie, ubranie. O wczesnych powieściach Gabrieli Zapolskiej. Von 2001 bis 2005 gab sie Seminare zu feministischer Literaturkritik an der Schule für Gesellschaftswissenschaften am Institut für Philosophie und Soziologie der Polnischen Akademie der Wissenschaften in Warschau sowie von 2001 bis 2011 am Institut für Audiovisuelle Künste der Jagiellonen-Universität in Krakau. Seit 2005 ist sie Professorin an der Schlesischen Universität.
Sie wohnt in Sosnowiec.

## Publikationen
- Powieści o „wieku nerwowym“, 1988
- Ciało, pożądanie, ubranie. O wczesnych powieściach Gabrieli Zapolskiej, 1999
- Fantazmaty. Grabiński, Prus, Zapolska, 2004
- Miniatury. Czytanie i pisanie „kobiece“, 2006
- Feministyczna krytyka literacka, 2010

## Nominierungen
- 2000: Finalistin des Nike-Literaturpreises für Ciało, pożądanie, ubranie